# 蘇琪
蘇 琪（そ き、スー・チー、簡体字中国語: 苏琪、英語: Su Qi、2000年1月7日 - ）は、中国の女子ラグビー選手。

## プロフィール
- 中国出身[1]。
- ポジションはセンター(CTB)。
- 身長 180cm、体重 77kg

## 略歴
2024年、パリ五輪の7人制女子中国代表に選ばれた。